# Голубинівка
Голуби́нівка — село в Україні, у Святовасилівській сільській територіальній громаді Дніпровського району Дніпропетровської області. Населення — 31 мешканець.

## Географія
Село Голубинівка знаходиться на лівому березі річки Грушівка, нижче за течією на відстані 2 км розташоване село Костянтинівка. На відстані 1,5 км розташоване село Якимівка. По селу протікає висихний струмок з загатою. Річка в цьому місці пересихає, на ній зроблено кілька загат.

## Історія
25 грудня 1997 року село Наталівської сільради увійшло до складу новоствореної Промінської сільради в Солонянському районі. 14 серпня 2015 року ввійшло до складу Єлізарівської громади.

## Населення

### Мова
Розподіл населення за рідною мовою за даними перепису 2001 року:
| Мова       | Відсоток |
| ---------- | -------- |
| українська | 100 %    |